# Francisco José Mujica Toro
Francisco José Mujica Toro (Guatire, 24 de abril de 1933 - 10 de diciembre de 1997).

## Biografía
Sus padres fueron Zacarías Mujica y Luisa Toro. Cursó educación secundaria en el Normalista Miguel Antonio Caro de Caracas, obteniendo el título de Bachiller en Filosofía. 
Posteriormente regresa a Guatire en donde se destaca en su actividad deportiva en baloncesto y voleibol, logrando el reconocimiento regional. Al mismo tiempo, cursa estudios en la escuela de Artes Plásticas Cristóbal Rojas. Desempeñó su labores de enseñanza en las aulas del Grupo Escolar Elías Calixto Pompa (1955-1969), el Colegio Santa María Goretti (1956-1963), la ETI Rubén González (1967-1969), el Liceo Privado Dr. Ramón Alfonso Blanco (1956-1964), Liceo Guarenas, actualmente Benito Canónico (1964-1971), Creación Guarenas (1973-1975), el Pedagógico de Caracas, en el departamento de Arte y fundador del Colegio Ciudad Fajardo (1983-1989).